# Copa de la Reina de fútbol sala 2025
La Copa S.M. de la Reina de Fútbol Sala Femenino de 2025 será la trigésimo primera edición de dicha competición española. Este año participarán 16 equipos de primera división y 31 de segunda.

## Formato competición
En esta temporada jugarán un total de 47 equipos, los 16 equipos de primera división de la Primera División femenina de fútbol sala y los diez u onece mejores clasificados de cada uno de los tres grupos de la segunda división, siempre que no sean equipos filiales.
La primera eliminatoria será el 14 de septiembre, y se empezará la competición en la ronda de treintadosavos de final donde se enfrentarán los equipos de segunda a partido único que se enfrentarán por proximidad geográfica, sorteando solo que equipo ejercerá como local.
La segunda eliminatoria será el 26 de noviembre y enfrentarán los 16 equipos clasificados de segunda división contra los 16 equipos de primera división. jugándose en campo del equipo de menor categoría.
La tercera eliminatoria será el 17 de diciembre y jugarán los 16 equipos  clasificados de la anterior eliminatoria, en caso de que sean de diferente categoría, se jugaría en campo del equipo de menor categoría.
Con los ocho equipos resultantes jugarán en una sede única y los enfrentamientos se realizaran por sorteo, se jugará entre el 2 y el 4 de mayo.

## Participantes
| 1.ª División Nueces de Ronda Atlético Torcal CD Guadalcacín FS CFS Gran Canaria Teldeportivo AE Les Corts Ubae Lainco Rubí FS Pescados Rubén Burela FS FSF Castro Bloques Cando Ence Marín Futsal Ourense Ontime Poio Pescamar FS Arriva Alcorcón Atlético Navalcarnero MRB Móstoles FSF Melilla Ciudad Deporte Torreblanca LBTL Futsal Alcantarilla STV Roldán | 2.ª División Martos FS Jaén Paraíso Interior Grupo Reciclarte César Augusta Wanapis Aldelix Intersala 10 Zaragoza El Gaitero Rodiles FSF Save Family Mioño CDE Muslera GSW CD Segosala Almagro FSF CD Chiloeches Mora FSF Imto CD Salesianos Puertollano UDAF Afanion Albacete CN Caldes CET10 PH-Quirogel AE Penya Esplugues AECS L'Hospitalet | 2.ª División Somriu FS Ripollet Ceuta AD CD IES Luis de Camoens Feme Castellón CFS CD Colegio San José CD Mosteiro Bembrive FS FC Meigas Valdetires Ferrol FSF Viaxes Amarelle FS CD Básico Rivas Futsal CD Leganés FS Rayo Majadahonda FSF/Afar4 CSF San Fernando Osasuna Futsal UDC Txantrea KKE |

## Rondas clasificatorias

### Treintaidosavos de final
| Local                           | Resultado | Visitante                      |
| ------------------------------- | --------- | ------------------------------ |
| El Gaitero Rodiles FSF          | Exento    |                                |
| CD Mosteiro Bembrive FS         | 3–2       | FC Meigas                      |
| Valdetires Ferrol FSF           | 7–0       | Viaxes Amarelle FS             |
| CDE Muslera GSW                 | 1–2       | Save Family Mioño              |
| Osasuna Futsal                  | 3–2       | UDC Txantrea KKE               |
| Ceuta AD                        | 9–0       | CD IES Luis de Camoens         |
| Feme Castellón CFS              | 3–1       | CET10                          |
| AECS L'Hospitalet               | 1–4       | PH-Quirogel AE Penya Esplugues |
| Somriu FS Ripollet              | 1–0       | CN Caldes                      |
| W. A. Intersala 10 Zaragoza     | 3–1       | Grupo Reciclarte César Augusta |
| CD Segosala                     | 3–0       | CD Colegio San José            |
| Martos FS Jaén Paraíso Interior | 4–3       | CD Salesianos Puertollano      |
| CSF San Fernando                | 2–1       | CD Básico Rivas Futsal         |
| Rayo Majadahonda FSF/Afar4      | 3–6       | CD Leganés FS                  |
| Almagro FSF                     | 8–2       | UDAF Afanion Albacete          |
| CD Chiloeches                   | 5–1       | Mora FSF Imto                  |

Disputaron la primera ronda del torneo los 31 equipos de Segunda División. Los emparejamientos se decidieron por proximidad y se sorteó quien ejercía como local, el sorteo se celebró el 29 de agosto de 2024 en la Ciudad del Fútbol de Las Rozas. La eliminatoria se jugó a partido único el 14 y 15 de septiembre de 2024.

### Dieciseisavos de final
| Local                           | Resultado   | Visitante                          |
| ------------------------------- | ----------- | ---------------------------------- |
| Osasuna Futsal                  | 1–6         | Atlético Navalcarnero              |
| CSF San Fernando                | 0–11        | Melilla Ciudad Deporte Torreblanca |
| Ceuta AD                        | 3–2         | Nueces de Ronda Atlético Torcal    |
| Somriu FS Ripollet              | 1–2         | MRB Móstoles FSF                   |
| CD Segosala                     | 2–1 (t. s.) | AE Les Corts Ubae                  |
| CD Leganés FS                   | 3–4         | Ence Marín Futsal                  |
| Feme Castellón CFS              | 0–8         | LBTL Futsal Alcantarilla           |
| PH-Quirogel AE Penya Esplugues  | 0–7         | Poio Pescamar FS                   |
| CD Chiloeches                   | 3–7         | Arriva Alcorcón                    |
| Martos FS Jaén Paraíso Interior | 3–5         | CFS Gran Canaria Teldeportivo      |
| Valdetires Ferrol FSF           | 1–7         | STV Roldán                         |
| CD Mosteiro Bembrive FS         | 1–8         | Pescados Rubén Burela FS           |
| W. A. Intersala 10 Zaragoza     | 1–3         | FSF Castro Bloques Cando           |
| Save Family Mioño               | 0–3         | Lainco Rubí FS                     |
| Almagro FSF                     | 4–2 (t. s.) | CD Guadalcacín FS                  |
| El Gaitero Rodiles FSF          | 0–5         | Ourense Ontime                     |

Disputaron la primera ronda del torneo los 32 equipos de Primera y Segunda. El sorteo se celebró el 7 de noviembre de 2024 en la Ciudad del Fútbol de Las Rozas, y los emparejamientos son entre un equipo de primera división y uno de segunda, jugándose en el pabellón del club de menor categoría. La eliminatoria se jugó a partido único los días 26 y 27 de noviembre de 2024.

### Octavos de final
| Local                    | Resultado   | Visitante                          |
| ------------------------ | ----------- | ---------------------------------- |
| Ceuta AD                 | 2–4         | CFS Gran Canaria Teldeportivo      |
| CD Segosala              | 3–4         | Ourense Ontime                     |
| Almagro FSF              | 0–4         | Pescados Rubén Burela FS           |
| Arriva Alcorcón          | 0–1         | Poio Pescamar FS                   |
| Atlético Navalcarnero    | 2–3 (t. s.) | STV Roldán                         |
| FSF Castro Bloques Cando | 8–0         | Lainco Rubí FS                     |
| LBTL Futsal Alcantarilla | 0–8         | Melilla Ciudad Deporte Torreblanca |
| Ence Marín Futsal        | 1–2         | MRB Móstoles FSF                   |

La disputarán los 16 equipos clasificados de la ronda anterior, en este caso 13 de primera división y 3 de segunda división, el sorteo se realizó el 29 de noviembre de 2024 en la Ciudad del Fútbol de Las Rozas. La eliminatoria se jugará los días 17 y 18 de diciembre de 2024.

### Cuartos de final
| Local                         | Resultado    | Visitante                          |
| ----------------------------- | ------------ | ---------------------------------- |
| MRB Móstoles FSF              | 2–10         | Melilla Ciudad Deporte Torreblanca |
| CFS Gran Canaria Teldeportivo | 0–4          | FSF Castro Bloques Cando           |
| STV Roldán                    | 1–1 (2:3 p.) | Poio Pescamar FS                   |
| CD Burela FSBurela FS         | 5–0          | Ourense Ontime                     |

La disputarán los 8 equipos clasificados de la ronda anterior, el sorteo se realizó el 14 de abril de 2025 en el Palacio de Deportes de Cartagena, que es donde se van a jugar los encuentros entre el 2 y 4 de mayo de 2025.

### Semifinales
| Local                              | Resultado    | Visitante                |
| ---------------------------------- | ------------ | ------------------------ |
| Melilla Ciudad Deporte Torreblanca | 2–2 (4:3 p.) | FSF Castro Bloques Cando |
| Poio Pescamar FS                   | 1–2          | Burela FS                |